# Križevec
Križevec este o localitate din comuna Zreče, Slovenia, cu o populație de 245 de locuitori.